# Rad-Weltcup der Frauen 2010
Der Rad-Weltcup der Frauen 2010 ist die 13. Austragung des Rad-Weltcups der Frauen, einer seit der Saison 1998 vom Weltradsportverband UCI ausgetragenen Serie der wichtigsten Eintagesrennen im Straßenradsport der Frauen.

## Rennen 2010
| Datum      | Rennen                                   | Siegerin (Fahrerinnen)                                                             | Führende (Fahrerinnenwertung) | Führender (Teamwertung) |
| ---------- | ---------------------------------------- | ---------------------------------------------------------------------------------- | ----------------------------- | ----------------------- |
| 28. März   | Trofeo Alfredo Binda-Comune di Cittiglio | Marianne Vos                                                                       | Marianne Vos                  | Nederland Bloeit        |
| 4. April   | Flandern-Rundfahrt                       | Grace Verbeke                                                                      | Marianne Vos                  | HTC Columbia            |
| 10. April  | Ronde van Drenthe                        | Loes Gunnewijk                                                                     | Marianne Vos                  | Nederland Bloeit        |
| 21. April  | La Flèche Wallonne Féminine              | Emma Pooley                                                                        | Marianne Vos                  | Nederland Bloeit        |
| 9. Mai     | Tour of Chongming Island World Cup       | Ina-Yoko Teutenberg                                                                | Marianne Vos                  | HTC Columbia            |
| 6. Juni    | GP Ciudad de Valladolid                  | Charlotte Becker                                                                   | Marianne Vos                  | HTC Columbia            |
| 30. Juli   | Open de Suède Vårgårda (MZF)             | Cervelo Test Team (Charlotte Becker, Regina Bruins, Iris Slappendel, Kirsten Wild) | Marianne Vos                  | Cervelo Test Team       |
| 1. August  | Open de Suède Vårgårda                   | Kirsten Wild                                                                       | Marianne Vos                  | Cervelo Test Team       |
| 21. August | Grand Prix de Plouay                     | Emma Pooley                                                                        | Marianne Vos                  | Cervelo Test Team       |